# العلاقات التشادية الروسية
العلاقات التشادية الروسية هي العلاقات الثنائية التي تجمع بين تشاد وروسيا.

## مقارنة بين البلدين
هذه مقارنة عامة ومرجعية للدولتين:
| وجه المقارنة                                              | تشاد                      | روسيا                                   |
| --------------------------------------------------------- | ------------------------- | --------------------------------------- |
| المساحة (كم2)                                             | 1.28 مليون                | 17.08 مليون                             |
| عدد السكان (نسمة)                                         | 15.23 مليون               | 146.80 مليون                            |
| الكثافة السكانية (ن./كم²)                                 | 11.9                      | 8.59                                    |
| العاصمة                                                   | انجمينا                   | موسكو                                   |
| اللغة الرسمية                                             | لغة فرنسية، اللغة العربية | اللغة الروسية                           |
| العملة                                                    | فرنك وسط أفريقي           | روبل روسي                               |
| الناتج المحلي الإجمالي (بليون دولار)                      | 9.98 مليار                | 1.58 تريليون                            |
| الناتج المحلي الإجمالي (تعادل القوة الشرائية) بليون دولار | 30.54 مليار               | 3.69 تريليون                            |
| الناتج المحلي الإجمالي الاسمي للفرد دولار أمريكي          | 775                       | 9.09 ألف                                |
| الناتج المحلي الإجمالي للفرد دولار أمريكي                 | 2.18 ألف                  |                                         |
| مؤشر التنمية البشرية                                      | 0.392                     | 0.798                                   |
| رمز المكالمات الدولي                                      | +235                      | +7                                      |
| رمز الإنترنت                                              | .td                       | .ru، .рф، .рус ‏، .su                    |
| المنطقة الزمنية                                           | ت ع م+01:00               | Magadan Time ‏، ت ع م+02:00، ت ع م+12:00 |

## مدن متوأمة
في ما يلي قائمة باتفاقيات التوأمة بين مدن تشادية وروسية:
- ترتبط انجمينا مع ستوبينو باتفاقية توأمة.

## منظمات دولية مشتركة
يشترك البلدان في عضوية مجموعة من المنظمات الدولية، منها:
| علم المنظمة | اسم المنظمة                        | تاريخ انضمام تشاد | تاريخ انضمام روسيا |
| ----------- | ---------------------------------- | ----------------- | ------------------ |
|             | مؤسسة التنمية الدولية              | 7 نوفمبر 1963     | 16 يونيو 1992      |
|             | يونسكو                             | 19 ديسمبر 1960    | 21 أبريل 1954      |
|             | مؤسسة التمويل الدولية              | 2 أبريل 1998      | 12 أبريل 1993      |
|             | منظمة حظر الأسلحة الكيميائية       | ?                 | ?                  |
|             | الأمم المتحدة                      | 20 سبتمبر 1960    | 24 أكتوبر 1945     |
|             | الاتحاد الدولي للاتصالات           | 25 نوفمبر 1960    | 1866               |
|             | منظمة الشرطة الجنائية الدولية      | ?                 | 27 سبتمبر 1990     |
|             | البنك الدولي للإنشاء والتعمير      | 10 يوليو 1963     | 16 يونيو 1992      |
|             | الاتحاد البريدي العالمي            | ?                 | ?                  |
|             | وكالة ضمان الاستثمار متعدد الأطراف | 11 يونيو 2002     | 29 ديسمبر 1992     |
|             | منظمة التجارة العالمية             | ?                 | 22 أغسطس 2012      |

## وصلات خارجية
- موقع وزارة الخارجية الروسية